# ジャック・スワイガート
ジョン・レナード・"ジャック"・スワイガート・ジュニア（英:Jack Swigert、1931年8月30日-1982年12月27日）は、アメリカ合衆国NASAの宇宙飛行士であり、月へ飛行した24人のうちの1人である。NASAに入る前はテストパイロットだった。NASAを辞めた後、コロラド州からアメリカ合衆国下院議員に選出されたが、就任する前に死去した。

## 生い立ち
スワイガートはコロラド州デンバーに眼科医の息子として生まれた。14歳で飛行機の操縦技術を習得した。ブレスト・サクラメント・スクール、リージス・イエズス会高校およびイースト高校で学んだ。コロラド大学を卒業したが、そこではアメリカンフットボールの大学代表チームでプレイし、機械工学で理学士号を取得した。ニューヨーク州トロイにあるレンセラール技術専門学校で航空宇宙科学の理学修士号を得、コネチカット州ウェストハートフォードにあるハートフォード大学で経営学修士号を取得した。

## パイロット
スワイガートは1953年から1956年までアメリカ空軍に入った。ネリス空軍基地で飛行訓練を修了した後、日本と韓国で戦闘機パイロットとなった。現役任務を終えた後は、プラット・アンド・ホイットニー（1957年-1964年）とノースアメリカン・アビエーション（1964年-1966年）でテストパイロットを務めた。1957年9月から1960年3月までは、マサチューセッツ州空軍に務め、1960年4月から10月はコネチカット州空軍に務めた。1963年宇宙飛行士に応募したが落とされる。その後大学院で修士号を取得し、ノース･アメリカン社に入ってテストパイロットになる。

## 宇宙飛行士
スワイガートは1966年4月に宇宙飛行士第五期生に合格し、NASAのアポロ計画要員となった。当時アメリカ合衆国の宇宙計画では唯一の独身宇宙飛行士だった。
スワイガートは1970年4月11日に打ち上げられ不運な結果になったアポロ13号月探査船に乗った3人のうちの1人となった。スワイガートは当初予備搭乗員の一人だったが、発射3日前にケン・マッティングリー飛行士に代わって搭乗任務となった。予備搭乗員の一人であったチャーリー・デュークが風疹に罹り、マッティングリーだけがその免疫を持っていなかったためだった。NASAは飛行中の如何なる重要な段階にも発病するような事態を望まなかった。
この任務は月面着陸としては3回目の試みだったが、機械船の2基ある酸素タンクのうちの一つが爆発した後に中断された。スワイガートは同僚のジェームズ・A・ラヴェル船長とフレッド・W・ヘイズ月着陸船操縦士とともに、宇宙での5日と約23時間後にあたる4月17日に無事地球に帰還した。3人は1970年に大統領自由勲章を受章した。13号は自由帰還軌道をとったため、月の裏側を回る際、他の月飛行よりもおよそ100kmほど高い軌道を通った。このため、これが現在までのところ人間が地球から最も遠く離れた記録となっている。
スワイガートは当初アポロ・ソユーズテスト計画のアポロ司令・機械船操縦士として内示を受けていたが、アポロ15号切手スキャンダルに関わったことで罰として外された。スワイガートは議論の多いこの事件に直接関わってはいなかったが、事件後の捜査で類似した計画への関与を最初から否定していた。スワイガートに不利な証拠が出てきたときにディーク・スレイトンに告白し、その結果広報活動の観点から望ましくないと考えられた。

## 政治
スワイガートは後にアメリカ合衆国下院の科学技術委員会の補佐役指導者になった。
スワイガートはコロラド州に新設されたアメリカ合衆国下院コロラド州第6選挙区で、1982年11月に共和党員として選出された。民主党のスティーブ・ホーガン候補に対し、98,909票（62.2 %）対56,518票（35.6 %）で勝利した。この選挙運動中、元は党内のライバルで当時コロラド州選出のアメリカ合衆国上院議員だったウィリアム・L・アームストロングから強力な支持を得た。アームストロングは1978年の共和党上院議員候補指名争いでスワイガートを破っていた。この2人はその後大変親密な友人になった。

## 死
1982年の選挙期間中、右の鼻腔に癌が生じた。スワイガートは手術を受けたが、癌は骨髄と肺に転移した。選挙終了から7週間後の1982年12月19日、スワイガートはコロラド州リトルトンの自宅からワシントンDCのジョージタウン大学病院へ緊急空輸で入院し、12月27日、呼吸不全により同病院のロンバルディ癌治療センターにて没した。下院議員就任を8日後に控えての死去だった。
空いた議席は1983年の特別選挙で、スワイガートの僚友、共和党のダン・シェファー（1936年-2006年）が埋めた。シェファーはこのときもホーガンを49,816票(63.3 %) 対 27,779票 (35.3 %) で破った。

## スワイガートの遺産
- 1986年6月、ジャック・スワイガート有人宇宙ステーション施設がジャック・スワイガートを記念して開館された。コロラド州シュリーファー空軍基地にある[4]。
- 1988年、ジャック・スワイガートはコロラド州航空学の殿堂入りした[5]。
- 1995年、ロン・ハワード監督の映画『アポロ13』ではケヴィン・ベーコンがスワイガートを演じた。
- 1997年、コロラド州はアメリカ合衆国議会議事堂の国立彫像ホール・コレクションにスワイガートの銅像を寄贈した。
- 2004年、宇宙基金はジョン・L・"ジャック"・スワイガート・ジュニア宇宙探査賞を設立した[6]。この賞は毎年宇宙開発に多大な貢献を果たした個人、グループまたは団体に贈られている。受賞者には、2009年のNASAフェニックス火星着陸チーム、2008年の日本宇宙航空研究開発機構、2007年のカリフォルニア工科大学、2006年のNASAジェット推進研究所、2005年のNASAジェット推進研究所の火星探査チーム、2004年のジョージ・W・ブッシュ大統領などがいる。
- スワイガートがアポロ13号で着用したアポロ・スカイラブ・A7L宇宙服は現在オーストラリアのシドニーにあるパワーハウス博物館で展示されている。
- 2008年12月、ジャック・スワイガートの銅像はアメリカ合衆国議会議事堂ビジターセンターの解放記念ホールに移されて展示された[7]。